# Siège de Bordeaux (847)
Pour les articles homonymes, voir Siège de Bordeaux.
Invasions vikings en France
Batailles
Le siège de Bordeaux par les Vikings s'est déroulé entre 847 et 848. Le chef des assaillants aurait été un certain Asgeir. Le roi d'Aquitaine Pépin II, qui se trouvait dans le Berry, ne vient pas au secours des Bordelais.

## Historique
En 847, les Vikings ravagent les côtes du royaume d'Aquitaine et viennent mettre le siège devant Bordeaux dont, malgré une vaine tentative de dégagement esquissée par le roi de Francie occidentale Charles II le Chauve (qui réussit néanmoins à neutraliser neuf bateaux vikings sur la Dordogne), ils réussissent à s'emparer en 848. Selon l'évêque Prudence de Troyes, la prise de la ville est possible « grâce à la trahison des juifs »,. Bordeaux est pillée et incendiée, et les Vikings se répandent au nord jusqu'à Melle, siège d'un atelier monétaire qui excite sans doute leur convoitise et qui est mise à sac.
Les grands d'Aquitaine, mécontents de l'inaction du roi Pépin II, se réuniront à Limoges et reconnaîtront Charles comme roi.
En 855, Bordeaux sera prise pour la seconde fois par les Vikings.

## Sources primaires
- Annales de Saint-Bertin